# Svatba Mikuláše II. a Alexandry Fjodorovny
Svatba Mikuláše II. Ruského a Alexandry Fjodorovny (Alix Hesenské) se konala 26. listopadu (14. listopadu O.S.) 1894 ve Velkém kostele Zimního paláce.

## Zasnoubení
19. dubna 1894 byl carevič Mikuláš na svatbě Arnošta Ludvíka, velkovévody z Hesenska, a jejich společné sestřenice Viktorie Melity Sasko-Kobursko-Gothajské. Mikuláš získal povolení od svých rodičů, cara Alexandra III. a císařovny Marie Fjodorovny, aby požádal o ruku Arnoštovu mladší sestru, princeznu Alix Hesensko-Rýnskou, jednu z oblíbených vnuček královny Viktorie. Car a carevna byli zpočátku proti sňatku. Mikuláš, který se s Alix poprvé setkal o deset let dříve v Petrohradě, když se Alixina sestra, princezna Alžběta Hesensko-Rýnská, vdávala za Mikulášova strýce, velkovévodu Sergeje Alexandroviče, se nenechal odradit. Kromě toho se zdraví cara Alexandra začínalo zhoršovat.
Krátce po příjezdu do Coburgu požádal Mikuláš Alix o ruku. Alix, která byla oddanou luteránkou, však Mikuláše odmítla, protože aby se mohla provdat za následníka trůnu, musela by konvertovat k ruskému pravoslaví. Alixin bratranec, císař Vilém II., který byl na svatbě spolu s jejich babičkou, královnou Viktorií, si s ní promluvil a trval na tom, že je její povinností vzít si Miuláše, navzdory náboženství. Alžběta s ní také hovořila a trvala na tom, že mezi luteránstvím a pravoslavím není takový rozdíl. Na výzvu císaře ji Mikuláš požádal o ruku podruhé a ona přijala.
1. listopadu 1894 zemřel Alexandr III. ve věku 49 let v Malém paláci v Livadiji a šestadvacetiletý Mikuláš se stal ruským carem. Následujícího dne byla Alix, která dorazila do Livadije před několika dny, aby přijala požehnání umírajícího cara, přijata do ruské pravoslavné církve jako velkovévodkyně Alexandra Fjodorovna. Alix vyjádřila své přání přijmout jméno Kateřina, ale na Mikulášovu žádost se nakonec rozhodla přijmout jméno Alexandra.
18. listopadu byl Mikulášův otec pohřben v Petropavlovské pevnosti.

## Sňatek

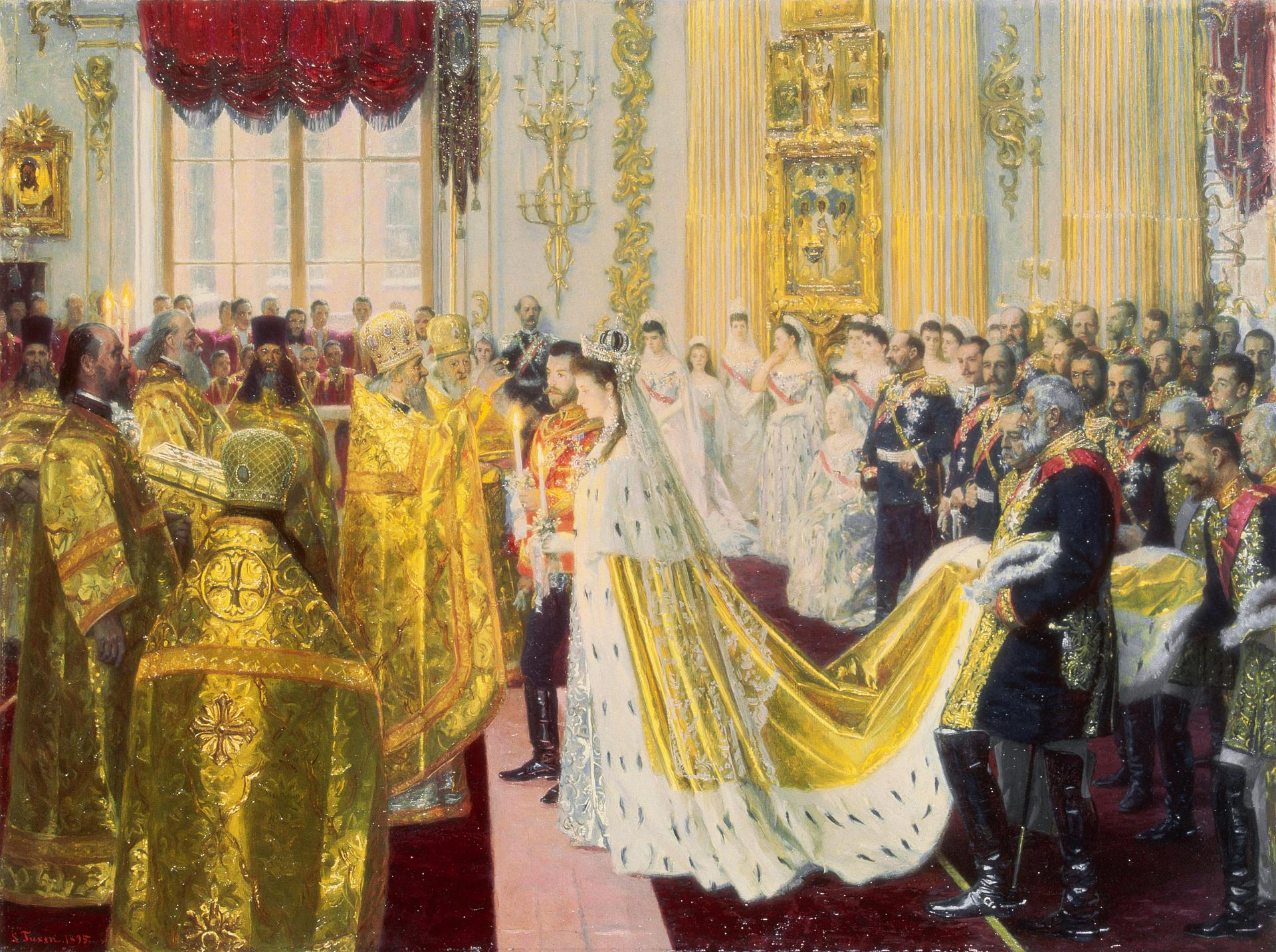
Svatební obřad Mikuláše a Alexandry

Plány na svatbu, která se měla konat na jaře 1895, se připravovaly již od Mikulášova zasnoubení. Obvykle se sňatek slavil týdnem plným veřejných oslav a průvodů. Smrt Alexandra III. však tyto extravagantní plány ukončila. Mikuláš před pohřbem svého otce vyjádřil své přání oženit se v Livadiji, s čímž Mikulášova matka souhlasila. Jeho strýcové, velkoknížata Vladimír, Alexej, Sergej a Pavel však trvali na tom, že jelikož je Mikuláš carem, svatba by se měla konat v Petrohradě s určitou pompou. Vzhledem k tomu, že Mikuláš nebyl ochoten se svatbou čekat až do konce oficiálního smutku, bylo rozhodnuto, že svatba se uskuteční v den narozenin jeho matky. Mikuláš chtěl mít také soukromou rodinnou svatbu, ale jeho strýcové ho přesvědčili, aby pozval diplomatický sbor.
V 11:30 ráno v den svatby odešel Mikuláš z Aničkovského paláce do Zimního paláce ve společnosti svého šestnáctiletého bratra velkovévody Michaila. Brzy poté odjela Mikulášova matka do Sergejvského paláce, do petrohradské rezidence velkovévody Sergeje a velkovévodkyně Alžběty, aby přivezla Alexandru do Zimního paláce.
V Zimním paláci byla Alexandra oblečena do svatebních šatů. Její krajkový závoj Honiton navrhl její dědeček z matčiny strany princ Albert. Také na sobě měla tradiční romanovskou císařskou svatební korunu, 475karátový náhrdelník a odpovídající náušnice, které patřily Kateřině Veliké. Přes tělo měla hvězdu a šerpu Řádu svatého Ondřeje.
Ve 12:10 začal průvod do Velkého kostela, kanovníci Petropavlovské pevnosti oznámili začátek obřadů. Marie Fjodorovna spolu se svou snachou průvod vedla, za nimi kráčel Mikuláš ve své husarské uniformě, doplněné o medaile a oranžovou šerpu Řádu hesensko-rhýnského. Spolu s romanovskými velkoknížaty a velkokněžnami se v kostele nacházeli zahraniční královští příbuzní v čele s Mikulášovým dědečkem z matčiny strany, králem Kristiánem IX. Dánským. Mezi další příbuzné patřili král Jiří I. Řecký a královna Olga (strýc a teta Mikuláše) a jejich syn Jiří, princ a princezna z Walesu (strýc a teta Mikuláše a Alexandry), a jejich nejstarší přeživší syn Jiří, vévoda z Yorku, vévoda a vévodkyně sasko-kobursko-gothajští (strýc a teta Mikuláše a Alexandry). Alexandřin bratr Arnošt Ludvík přijel z Německa, stejně jako jedna z jejích sester, princezna Irena, a její manžel, princ Jindřich Pruský.
Bohoslužbě předsedal arcikněz Ioann Leonťjevič Jaňyšev, soukromý císařský zpovědník a šéf duchovenstva paláce, spolu s dalšími duchovními. Poté, co Mikuláš vystoupil na stupínek, Marie Fjodorovna na něj zavedla Alexandru a kněz přinesl prsteny na podnose. Poté, co jim Jaňyšev požehnal, oznámil shromáždění Mikulášovo zasnoubení s Alexandrou a předal jim prsteny. Poté, co si je třikrát vyměnili, poklekli a vyměnili si formální svatební sliby, přičemž jim Mikulášovi svědci, velkovévodové Michail, Kirill Vladimirovič, Sergej Michajlovič a princ Jiří Řecký, drželi nad hlavou svatební koruny. Poté, co poklekli a políbili zlatý kříž a po závěrečné modlitbě byli Mikuláš a Alexandra prohlášeni za muže a ženu, v tu chvíli se rozezněly kostelní zvony v celém Petrohradu a z Petropavlovské pevnosti byly vypáleny salvy.
Kvůli dvornímu smutku se nekonala žádná recepce ani líbánky, Mikuláš a Alexandra bydleli s jeho matkou a bratrem v Aničkovském paláci. Časem se však přesunuli do Alexandrovského paláce v Cárskoje Seló.

## Hosté
Reference:

### Ženichova rodina
- Ruská carevna vdova, matka Mikuláše II.
  - Velkokněžna Xenie Alexandrovna a velkokníže Alexandr Michajlovič Ruský, sestra a švagr (také syn prastrýce) Mikuláše II.
  - Velkokníže Michail Alexandrovič Ruský, bratr Mikuláše II.
  - Velkokněžna Olga Alexandrovna Ruská, sestra Mikuláše II.
- Velkokníže Vladimír Alexandrovič a velkokněžna Marie Pavlovna Ruská, strýc a teta Mikuláše II. z otcovy strany
  - Velkokníže Kirill Vladimirovič Ruský, bratranec Mikuláše II.
  - Velkokníže Boris Vladimirovič Ruský, bratranec Mikuláše II.
  - Velkokníže Andrej Vladimirovič Ruský, bratranec Mikuláše II.
  - Velkokněžna Jelena Vladimirovna Ruská, sestřenice Mikuláše II.
- Velkokníže Alexej Alexandrovič Ruský, strýc Mikuláše II. z otcovy strany
- Velkokníže Sergej Alexandrovič a velkokněžna Alžběta Fjodorovna Ruská, strýc a teta Mikuláše II. z otcovy strany; švagr a sestra Alexandry
- Velkokníže Pavel Alexandrovič Ruský, strýc Mikuláše II. z otcovy strany
- Velkokněžna Alexandra Josifovna Ruská, sňatkem prateta Mikuláše II. z otcovy strany
  - Velkokníže Konstantin Konstantinovič a velkokněžna Alžběta Mavrikievna Ruská, syn pratety Mikuláše II. a jeho manželka
  - Velkokníže Dmitrij Konstantinovič Ruský, syn pratety Mikuláše II.
  - Velkokněžna Věra Württemberská, dcera pratety Mikuláše II. (zastupující württemberského krále)
- Velkokníže Michail Nikolajevič Ruský, prastrýc Mikuláše II. z otcovy strany
  - Velkokníže Nikolaj Michajlovič Ruský, syn prastrýce Mikuláše II.
  - Velkokníže Georgij Michajlovič Ruský, syn prastrýce Mikuláše II.
  - Velkokníže Sergej Michajlovič Ruský, syn prastrýce Mikuláše II.
- Dánský král, dědeček Mikuláše II. z matčiny strany
  - Král a královna Řeků, strýc a teta Mikuláše II. z matčiny strany
    - Princ Jiří Řecký a Dánský, bratranec Mikuláše II.

  - Princ Valdemar Dánský, strýc Mikuláše II.

### Nevěstina rodina
- Velkovévoda hesensko-rhýnský, bratr Alexandry
- Princezna Irena a princ Jindřich Pruský, sestra a švagr (také bratranec) Alexandry (zastupující německého císaře)
- Princ a princezna z Walesu, strýc a teta Alexandry a Mikuláše (zastupující královnu Spojeného království)
  - Vévoda z Yorku, bratranec Alexandry a Mikuláše
- Vévoda a vévodkyně sasko-kobursko-gothajská, strýc a teta Alexandry a Mikuláše
  - Rumunský korunní princ, manžel sestřenice Alexandry a Mikuláše (zastupující rumunského krále)

### Členové zahraničních královských rodin
- Vévoda Jan Albrecht Meklenburský, syn sestřenice z druhého kolene Mikuláše II. (zastupující velkovévodu meklenbursko-zvěřínského)
- Princ Vilém a princezna Marie Maxmilianovna Bádenská, syn dcery prapratety Mikuláše a Alexandry a dcera pratety Mikuláše II. (zastupující bádenského velkovévodu)
- Vévoda z Leuchtenbergu, syn pratety Mikuláše II.
- Princ Jiří Maximilianovič a princezna Anastázie Leuchtenberská, syn pratety Mikuláše II. a jeho manželka
- Vévoda Alexandr Petrovič a vévodkyně Evženie Maxmilianovna Oldenburská, syn syna praprastrýce a dcera pratety Mikuláše II. (bratranec velkovévody z Oldenburgu)
  - Vévoda Petr Alexandrovič Oldenburský, bratranec Mikuláše II. z druhého kolene
- Vévoda Konstantin Petrovič Oldenburský, syn syna prapratety Mikuláše II.
- Vévoda Jiří Alexandr Meklenbursko-Střelický, syn dcery praprastrýce Mikuláše II. (synovec velkovévody meklenbursko-střelického)
- Vévoda Karel Michael Meklenbursko-Střelický, syn dcery praprastrýce Mikuláše II.
- Princ Albert a princezna Helena Sasko-Altenburská, syn bratrance Mikuláše a Alexandry z třetího kolene a dcera syna prapratety Mikuláše II. (zastupující vévodu sasko-altenburského)